# Operclipygus angustisternus
Operclipygus angustisternus es una especie de insecto coleóptero del género Operclipygus de la familia Histeridae.

## Historia
Fue descrita científicamente por primera vez por Wenzel en 1944. 